# CLAMP Anthology
Pour les articles homonymes, voir Clamp (homonymie).
CLAMP Anthology (CLAMPノキセキ, CLAMP no Kiseki) est une série de douze magazines publiée à l'occasion des 15 ans du groupe de mangaka CLAMP de septembre 2004 jusqu'en août 2005 au Japon. En France, la publication par Pika Édition a commencé au mois de décembre 2004 et s'est poursuivie à un rythme bimestriel jusqu'en décembre 2006.
Chaque numéro porte sur une ou plusieurs œuvres de CLAMP et est accompagné de trois pièces d'échecs représentant des personnages des mangas.

## Liste des magazines
1. Œuvres : Cardcaptor Sakura (1/2). Pièces d'échec : Sakura Kinomoto  (reine blanche), Mokona (pion blanc), Mokona (pion noir).
2. Œuvres : Cardcaptor Sakura (2/2), Trèfle, Celui que j'aime. Pièces d'échec : Tomoyo (reine blanche), Mokona (pion blanc), Watanuki (fou noir).
3. Œuvres : Tokyo Babylon. Pièces d'échec : Subaru Suméragi (fou blanc), Mokona (pion blanc), Mokona (pion noir).
4. Œuvres : Magic Knight Rayearth, Angelic Layer. Pièces d'échecs : Suzuhara Misaki (tour blanche), Seishiro Sakurazuka (fou noir), Mokona (pion noir).
5. Œuvres : Clamp School Detectives, Le voleur aux cent visages, Dukalyon. Pièces d'échec : Nokoru (cavalier noir), Suu (tour noire), Mokona (pion blanc).
6. Œuvres : RG Veda. Pièces d'échec : Ashura (tour noire), Hikaru Shidō (cavalier blanc), Mokona (pion noir).
7. Œuvres : Chobits, Wish, J'aime ce que j'aime. Pièces d'échec : Akira (cavalier blanc) , Tchii (tour blanche) , Mokona (pion blanc).
8. Œuvres : X (1/2). Pièces d'échec : Kamui (roi noir) , Mokona (pion blanc), Mokona (pion noir).
9. Œuvres : X (2/2), Miyuki-chan in Wonderland, Shirahime Syo. Pièces d'échec : Fūma (roi noir), Miyuki (fou blanc), Mokona (pion noir).
10. Œuvres : xxxHolic, Lawful Drug. Pièces d'échec : Yūko Ichihara (reine noire), Fye D. Flowright (fou noir), Mokona (pion blanc).
11. Œuvres : Tsubasa -RESERVoir CHRoNiCLE- (1/2) , Shin Sukaden. Pièces d'échec : Kurogane (cavalier noir), Ambre (fou blanc), Mokona (pion noir).
12. Œuvres : Tsubasa -RESERVoir CHRoNiCLE- (2/2) , Kobato.. Pièces d'échec : Shaolan (roi blanc), Mokona (pion blanc), Mokona (pion noir).